# Cité libre (ville)
Une Cité libre est une cité se gouvernant elle-même et n’étant plus soumise qu’au roi ou qu’à l'empereur.
Par exemple : 
- Palmyre en 129 et au courant du IIe siècle sous l'empereur romain Hadrien, recevait le statut de cité libre. Elle acquit une réelle autonomie interne, même si elle demeurait soumise au pouvoir impérial.

- Une ville libre d'Empire, sous le Saint-Empire romain germanique est membre du parlement impérial; soit une ville-État se gouvernant elle-même et n'étant plus soumise qu’à l’Empereur et non à un Land.

- Entre 1466 et 1793, Gdańsk était une ville libre dans le royaume de Pologne.